# Platycheirus scambus
Espèce
Platycheirus scambus est une espèce d'insectes diptères brachycères de la famille des Syrphidae.